# Moon Safari (Air)
Moon Safari (1998) is het debuutalbum van de Franse band Air. De muziek is een combinatie van hypnotiserende pop, en ambient soundscapes. Enkele singles (Sexy Boy, All I Need en Kelly Watch the Stars) waren bescheiden hitjes. De albumcover, de binnenwerkillustraties en covers van de singles van dit album werden gemaakt door Mike Mills, een film- en muziekvideoregisseur en grafisch designer (niet te verwarren met het bandlid van R.E.M.). Door vele Air-liefhebbers wordt dit album als hun beste gezien.

## Nummers op Moon Safari
Alle nummers zijn geschreven door Air.
1. "La Femme d’Argent" (7:08)
2. "Sexy Boy" (4:57)
3. "All I Need" (4:28)
4. "Kelly Watch the Stars" (3:44)
5. "Talisman" (4:16)
6. "Remember" (2:34)
7. "You Make it Easy" (4:00)
8. "Ce Matin-la" (3:38)
9. "New Star in the Sky" (5:38)
10. "Le Voyage de Penelope" (3:10)

## Cd 2 uit 2008, heruitgave voor 10-jarig jubileum
1. "Remember" (David Whitaker Version)
2. "Kelly Watch the Stars!" (Live on the BBC, 1998)
3. "J’ai Dormi Sous L’Eau" (Live on the BBC, 1998) (English: I Slept Under Water)
4. "Sexy Boy" (Live on the BBC, 1998)
5. "Kelly Watch the Stars!" (The Moog Cookbook Remix)
6. "Trente Millions D’Amis" (Live on KCRW radio, 1998) (English: Thirty Million Friends)
7. "You Make It Easy" (Live on KCRW, 1998)
8. "Bossa 96" (Demo)
9. "Kelly Watch the Stars!" (Demo)
10. "Sexy Boy" (Beck "Sex Kino Mix")